# Humbert (kardinal)
Humbert (latinsko Humbertus Cardinalis, Humbertus de Silva Candida, Humbertus Siciliae, Humbertus Sylvae Candidae, Humbertus de Silva Candida, Humbertus Burgundus; francosko Humbert de Moyenmoutier, Hubert de Moyenmoutier; nemško Humbert von Silva Candida; angleško Humbert of Moyen Moutier, Humbert of Moyenmoutier) je znani menih benediktinske opatije Moyenmoutier, škof, kardinal in knjižničar Rimske Cerkve; *okoli 1000 v Burgundiji. Svojo cerkveno kariero je začel v Rimu po papeških volitvah 1049, ko so izvolili tulskega škofa, Bruna von Egisheim-Dagsburg, pranečaka svetorimskega cesarja Konrada II., za papeža Leona IX.; * Rim, 5. maja 1061.

## Življenjepis

### Važnejši življenjski dogodki
1. Konec 10. stoletja: Rojen v Lotaringiji ali Burgundiji; po drugih virih je bil rojen v začetku 11. stoletja.
2. Od okrog 1015: benediktinski menih v Vogezih. Tam se je med 1026-1028 pridružil reformi Viljema iz Volpiana.
3. Od 1036: tajnik škofa Bruna iz Tula, s katerim naveže prijateljske stike.
4. 12. februar 1049: Bruno je izvoljen za papeža Leona IX.. Humbert je postal – skupaj s Hugom iz Remiremonta, Friderikom Lotarinškim (poznejšim papežem Štefanom IX. ter Hildebrandom iz Soane (poznejšim papežem Gregorjem VII. – najožji Leonov sodelavec.
5. V začetku leta 1050: Papež Leon IX. ga imenuje za nadškofa na Siciliji.
6. Približno 1051: Imenovan je za kardinala-škofa pri Silva Candida. V tej službi je potoval kot papeški odposlanec po Italiji; deloval je v kuriji kot namestnik odsotnega papeža; bil je vodilni sogovornik v dialogu med Rimom in Carigradom.
7. 1052: Potuje skupaj z Leonom IX. v Regensburg. Sodeluje pri kanonizaciji svetega Volfganga (924-994) 7. oktobra, ter svetega Erharda 8. oktobra 1052.
8. 1053: Sodelovanje pri vojnem pohodu Leona IX. zoper Normane, ki se je končal s porazom pri Civitatah.
9. 1054: Vodi papeško delegacijo k bizantinskemu cesarju v Carigrad v spremstvu kardinala-kanclerja Friderika Spodnjelotarinškega in amalfijskega nadškofa Petra. Neuspešna pogajanja s cesarjem Konstantinom IX. Monomahom in patriarhom Mihaelom Kerularijem o političnem in cerkvenem zedinjenju.
10. 19. april 1054: Umrje papež Leon IX.
11. 24. junij 1054: Razprava z menihom Niketom Stetatom (Niketas Stethatos) v samostanu Studu, ki je pripeljala do poloma in je dala neposreden povod za sledeče dogodke. Humbert prevede Stetatovo delce iz grščine v latinščino pod naslovom Libellus contra Latinos editus.
12. 16. julij 1054: Po propadu pogajanj so položili odposlanci bulo o izobčenju patriarha na glavni oltar Hagije Sofije, kar je privedlo do dokončnega razkola med Rimom in Carigradom. Ta datum jemljejo navadno kot začetek vzhodnega razkola. Že sodobniki so dvomili, ali je bilo sploh veljavno izobčenje, ki so ga izvršili odposlanci brez dovoljenja papeža, ki je pa bil že itak davno mrtev.
13. 18. julij 1054: Poslanstvo odpotuje iz Carigrada.
14. 24. julij 1054: Patriarh skliče sinodo in izobči odposlance, ki pa so že na morju.
15. 1054 do 1057: Po vrnitvi v Rim je od 1057 papeški kancler in knjižničar pod naslednjimi tremi papeži; kot tak je izdal pomembne papeške listine – med drugimi je verjetno on sam na novo izdal tudi Konstantinovo darovnico. Postane nasprotnik svetega Petra Damianija.
16. 1056: Potuje s papežem Viktorjem II. v Nemčijo.
17. 1057: Kot papeški legat potuje na Monte Cassino: izvoljeni opat ne sme nastopiti svoje službe. Po smrti papeža Viktorja II. 28. julija 1057 predlagajo Humberta za papeža, vendar zavrne in predlaga uspešno Friderika Lotarinškega, ki postane papež Štefan IX. 2. avgusta 1057.
18. Velika noč 1059: Sodeluje na Lateranski sinodi. Sestavi papeški odlok Nikolaja II. o papeških volitvah In nomine Domini. Nastopi zoper Berengarja Turskega v razpravi o Rešnjem telesu, ter mu ukaže izpoved vere Professio eucharisticae fidei; sledi Berengarjevo oporekanje s Scriptum contra synodum.
19. avgust 1059: Sodeluje pri sklepanju zveze z Normani v Melfiju.
20. 5. maj 1061: Humbert umrje v Rimu.[5]

## Pomembnejša obdobja

### Meniško življenje
Ko je bil Humbert star 15 let, so ga starši dali v opatijo Moyenmoutier v Loreni kot pripravnika za meniško življenje po pravilu svetega Benedikta  Ko je dosegel predpisano starost, je vstopil v red in so ga kmalu somenihi izbrali za opata samostana. Spoprijateljil se je z Brunom, tulskim škofom, ki je pozneje postal papež Leon IX.; 1048 ga je vzel s seboj v Rim, da bi prisostvoval pri njegovi izvolitvi.

### NadškofSicilije
Papež Leon IX. je prestavil Humberta iz Lotaringije na Sicilijo, da bi tam oznanjal evangelij po odhodu poraženih Saracenov, ter ga posvetil v začetku leta 1050 za nadškofa v Palermu. (To ni isti Humbert kot tisti, ki ga je isti papež prestavil iz Francije, da bi ga postavil za opata v Subiacu 1052.) Seveda pa so normanski gospodarji otoka preprečili njegovo izkrcanje tam. Namesto tega položaja ga je papež kmalu nato imenoval za kardinala-škofa pri Silva Candida, oziroma kardinala-škofa pri Santa Rufina naslednjega leta. On je bil prvi Francoz, ki je postal kardinal. Na tem mestu ga je 1065 nasledil Nicodemus  Poleg Huga od Remiremonta, Friderika od Lotaringije in Hildebranda – poznejšega Gregorja VII. – je bil Leonov najbližji sodelavec.

### Poslanstvo vCarigraduinvzhodni razkol
Pod Leonom je postal Humbert papeški tajnik (tako veljavo je imel kot knjižničar); na obisku Apulije je dobil od Janeza, škofa v Traniju, pismo, ki ga je pisal ohridski nadškof Lev (1037-1056) in v njem obsoja zahodne obrede in navade. V grščini napisano zadevo je prevedel v latinščino in jo dal papežu, ki je ukazal, naj napiše odgovor. Papež Leon je torej poslal v Carigrad kot svoje legate kardinala Humberta, amalfijskega nadškofa Petra in kardinala-diakona Friderika, ki je bil kancler svete Rimske Cerkve in brat lotarinškega vojvoda Gotfrida (Gotifredo), da bi izgladili prepire in nesporazume, ki so se nakopičili v teh časih med latinsko in grško Cerkvijo; končali pa so se žal z objokovanja vrednim razkolom.

Zaradi njegovega dobrega poznavanja grščine in okoliščin ga je postavil papež na čelo zelo ugledne papeške delegacije, saj je Friderik Lotarinški pozneje postal papež Štefan IX.. V Carigradu naj bi se srečali z ekumenskim patriarhom Kerularijem na željo cesarja Konstantina (1042-1055), ki je delegacijo prisrčno sprejel – patriarh pa neprijazno. Medsebojni pogovori so zašli v slepo ulico in Grki so očitali Latincem vrsto zmot. 

Za razsvetlitev razmer je treba povedati, da bi se v 10. stoletju še dalo kaj storiti za ohranitev cerkvene edinosti. Primat so pravoslavci teoretično še priznavali; še v 12. stoletju sta grška kanonista Zonaras in Balsamoni priznavala, da je papež višji kakor carigrajski patriarh. A žalostne rimske razmere niso mogle ugodno vplivati na Vzhod, ki je vedno bolj dozoreval za razkol. Mihael Kerularij ga je 1054. brez posebnega truda izvršil in pri tem ni bil orodje državne oblasti, ampak sam je bil tako slavohlepen in oblasten, da je hotel celo cesarja podvreči svoji oblasti  

Pogovori so se nehali po razpravi z nasprotnikom edinosti, menihom Niketom Stetatom (Niketas Stethatos) v samostanu Studiu 24. junija. Zato je Humbert 16. julija 1054 - med slovesnim bogoslužjem v stolni cerkvi Hagija Sofija – položil na oltar bulo o izobčenju, ki jo je sam sestavil. 

Mnogi zgodovinarji spodbijajo vrednost te bule, kakor tudi zakonitost izobčenja, saj ga ni niti zapovedal niti izrekel kak papež. Leon IX. je bil že davno mrtev, saj je vladal od 12. februarja 1049 do 19. aprila 1054; njegov naslednik Viktor II. pa še ni bil izvoljen. Izvolili so ga po leto dni trajajoči sedisvakanci šele leto dni kasneje in je papeževal od 13. aprila 1055 do 28. julija 1057. Sam dogodek torej ni imel cerkveno-pravne podlage, saj niti Humbert niti Mihael nista mogla vedeti, da je papež (ki naj bi izobčeval in bil izobčen), bil že tri mesece v grobu. Nasprotnikom edinosti pa je poslužil dogodek kot pretveza, da so ga postavili kot mejnik za nenaravno stanje ločenosti med kristjani - vzhodni razkol; ta ločitev žal traja vse do danes. Seveda moramo upoštevati, da je ta najdaljši razkol bil samo posledica številnih krajših razkolov, ki so skupaj do tedaj trajali skoraj 300 let od osnutka mesta Carigrada (Constantinopolis – leta 330) do usodnega leta 1054, torej kar tretjino celotnega obdobja.
Še istega meseca je Humbertovo izobčenje podkrepilo podobno dejanje Kerularija (ali Cerularija), ki je že 24. julija sklical sinodo, na kateri je izobčil delegacijo in »tiste, ki za njo stojijo«. Takrat pa so papeževi odposlanci že odpotovali iz Carigrada.

Odnosi med Rimom in Carigradom so se na verskem področju sčasoma zaostrili, zlasti takrat, ko je dal patriarh Kerularij  z diptihov (molitvenih tablic) zbrisati papeževo ime, kar je pomenilo dejansko ločitev. Na vojaško-političnem področju sta se Bizanc in Rim skušala povezati v skupni borbi proti Normanom, vendar so zavezniki papeža Leona pustili na cedilu v odločilni bitki pri Civitatah 1053. Sovraštvo Grkov se je še stopnjevalo, ko so zvedeli, da se je papež pobotal z Normani, njihovimi najnevarnejšimi nasprotniki. 

Ko je Kerularij 24. julija 1054 izobčil papeške poslance, je očital rimski Cerkvi kar 28 »zmot«, ki pa so bile večinoma le upravičene liturgične in disciplinske razlike ali sad predsodkov.

#### Vsebina in slog izobčevalne listine
Kako je moglo priti do tako ostrega patriarhovega odgovora, bomo lažje razumeli, če pogledamo v Humbertovo bulo; kljub začetnemu pomirljivemu tonu izbruhne tudi on v hude očitke: 
Ko je naše poslanstvo prišlo v Carigrad, smo odkrili, da so slavni cesarji, duhovščina in prebivalstvo tega mesta krščanski in pravoverni. Tukaj smo našli močen razlog za veselje v Gospodu, obenem pa istočasno vir velike žalosti. Mihael, ki zmotno nosi naslov patriarha, in njegovi podporniki, namreč vsak dan sejejo v njenem telesu ljuljko herezije: kot simonisti prodajajo Božji dar; kot valezijanci ne le da sprejemajo za cerkvene člane skopljence in jih pozneje povzdignejo v duhovniški stan, ampak tudi v škofovski; kot arijanci ponovno krščujejo tiste, ki so jih latinci krstili v imenu Svete Trojice; kot donatisti trdijo, da zunaj grške Cerkve ne obstaja resnična Kristusova Cerkev, ter da drugod ni prave maše in krsta; kot nikolajevci omogočajo služabnikov svetega oltarja, da se poročajo in zahtevajo tako pravico tudi zase; kot semiti razglašajo prekletstvo Mojzesove postave; kot duhovci (pnevmatikaki) so iz veroizpovedi odpravili izhajanje Svetega Duha od Sina; kot manihejci med drugim izjavljajo, da je kvašen kruh poduhovljen; kot nazarenci dajejo tak pomen pravni čistosti Židov, da ne želijo krščevati otrok pred osmim dnevom, četudi so v smrtni nevarnosti in se držijo drugih starozaveznih predpisov glede obredne nečistosti; poleg tega si pustijo rasti brado; zavračajo pa občesto s tistimi, ki si po običaju rimske Cerkve brijejo brado in strižejo lase. Po prejemu pisnih opozoril našega gospoda papeža Leona se za vse te napake in druge prestopke Mihael ni niti malo pokesal.

#### Zbliževanje
Katoliška Cerkev se ni nikoli mogla pomiriti z razkolom. V zadnjem času je okrepila prizadevanje za zbližanje med kristjani zlasti pod svetim papežem Janezom XXIII., ki je želel dati poudarek na dejstva, ki nas zbližujejo in ne na ločnice; na koncil so bili na primer kot opazovalci povabljeni predstavniki vseh krščanskih skupnosti. Izobčenje iz leta 1054 je bilo v zvezi z dogajanji na vatikanskem koncilu - na zadnji dan sklepnega zasedanja, 7. decembra 1965 - medsebojno preklicano: istočasno v Rimu in Carigradu, ko sta to slovesno storila rimski papež Pavel VI. in carigrajski patriarh Atenagora. Kljub temu ponovnemu zedinjenju med katoliško in pravoslavno Cerkvijo stojijo na poti še vedno mnoge ovire in predsodki.

Vsekakor pomeni velik korak v zbližanju srečanje med rimskim papežem Frančiškom in ruskim patriarhom Cirilom 12. februarja 2016 na Kubi, kjer sta podpisala tudi skupno izjavo.

### Boj zopercezaropapizem,simonijoinlaično uvajanje
Na papeža Nikolaja sta močno vplivala njegova najbližja sodelavca Hildebrand in kardinal Humbert de Silva Candida. 
Na Zahodu je vodil boj zlasti kardinal Humbert. Njegovo delovanje pa se je po papeževem naročilu raztegnilo tudi na Vzhod, kjer pa ni imel srečne roke. Imel je vodilno vlogo pri izobčenju 1054 v Carigradu. 1057 je – kot vatikanski knjižničar pri reformnem papežu Štefanu IX. – napisal obširno delo proti simoniji, Libri tres adversus Simoniacos (Tri knjige zoper prekupčevalce s cerkvenimi službami (=simoniste)), ki so spodbudile začetek gibanja, ki je znano pod imenom gregorijanska reforma. 1058 je obtožil Henrika I. za simonijo in nasilje pri prodajanju škofij in opatij. Menijo tudi, da je bil Humbert duhovni oče odloka o papeških volitvah In nomine Domini (1059), ki je določil, da sme papeža voliti le kardinalski zbor.

Sicer je že prej poudarjal, soglasno s papežem Leonom IX., da so simonistična posvečenja neveljavna in da je simonija neke vrste krivoverstvo; zdaj pa je skušal razgaliti še njene vzroke in izhodišča. Vir vsega zla je videl v laični investituri , ki je odnos med duhovniki in laiki postavila na glavo. To je bilo uveljavljanje cezaropapizma na Zahodu in je bilo posebno vidno pri volitvah škofov: po starih cerkvenih normah so na metropolitov predlog škofa volili duhovniki; ljudstvo in svetni oblastniki so dali zgolj soglasje. Zdaj pa je škofa izbral svetni oblastnik, metropolit in duhovniki pa pri tem niso imeli praktično nobene besede – so postavitev pravzaprav le sprejeli na znanje. Na ta način je najpomembnejša služba v Cerkvi prišla v popolno odvisnost od laikov; zlo pa se je stopnjevalo s tem, da ti laiki navadno niso gledali, ali bodo od njih postavljeni škofje dobri oznanjevalci in vodniki božjega ljudstva, ampak jim je šlo bolj za to, da bodo v njih imeli koristne vazale. Humbert v svojih spisih ni nastopil zgolj proti neredu na tem področju. Z zahtevami, ki so jih podpirali tudi drugi pristaši reforme, je hotel doseči temeljito nravno prenovo Cerkve in njeno neodvisnost od svetne oblasti, popolno svobodo v delovanju. Z idejami, ki so postale vodilna misel prenove Cerkve, tako ni nastopil le proti zlorabam svojega časa, ampak proti religiozno političnemu sistemu zgodnjega srednjega veka sploh.

## Dela
1. “Vita Leonis” (tudi: Vita Leonis IX. papae, Vita santi Leonis IX papae);
2. Vita sancti Deodati;
3. Pismo milanskemu nadškofu Heribertu II. zoper simonijo;
4. De ordinando pontifice;
5. Ecbasis cuiusdam captivi per topologiam (tudi: Ecbasis cuiusdam captivi per tropologiam);
6. 1044: Libellus de successoribus Hildulfi;
7. Rim, maj 1051-april 1052: Epistola ad Eusebium episcopum Andegavensem;
8. 1053/1054: Rationes de Spiritus Sancti processione a Patre et Filio;
9. 1054: Contra Nicetam;
10. 1054: Adversus Graecorum calumnias (Gegen die Verleumdungen die Griechen - Zoper obrekovanja Grkov);[28]
11. 1054: Brevis et succinta commemoratio (tudi: Brevis et succinta commemoratio eorum quae gesserunt apocrisiarii sanctae Romanae et apostolicae sedis in regia urbe
12. 1054: Libellus contra Latinos editus;
13. Carigrad 1054: Responsio adversus Nicetae Pectorati libellum (tudi: Contradictio);
14. po 1054: De sancta Romana ecclesia;
15. pred 1057 – po 1060: Libri tres adversus simoniacos (tudi: Adversus simoniacos libri tres = Tri knjige zoper prekupčevalce s cerkvenimi službami tj. simoniste);
16. Velika noč 1059: Professio eucharisticae fidei;
17. Italija, 3. četrtina 11. stoletja: Sententiae diversorum patrum;[5]

## V službi papežev

### Papabilis in v službi papežev
Med papeževanjem Viktorja II. si je prizadeval vzpostaviti mir na Monte Cassinu, kjer je preprečil nastop službe že izvoljenemu opatu, ter omogočil 23. maja 1057 izvolitev Friderika Lotarinškega, ki je pozneje postal papež Štefan IX. predvsem zato, ker je sam Humbert zavrnil izvolitev. Štefan IX., njegov poslanski tovariš, ga je potem postavil za knjižničarja rimske Cerkve – kar je bilo enakovredno današnjemu državnemu tajniku. Libri tres adversus Simoniacos (Tri knjige zoper simoniste /prekupčevalce s cerkvenimi službami/) so pomagale začeti gibanje imenovano gregorijanska reforma. 1058 je obtožil Henrika I. za simonijo in nasilje pri prodajanju škofij in opatij. Izvolitev Benedikta X. 4. aprila 1058 pa ga je prislilila, da se je umaknil na Monte Cassino, kjer je junija 1058 predsedoval izvolitvi novega opata Deziderija, prihodnjega papeža Viktorja III.. Z Nikolajem II. je kardinal Humbert zopet prevzel službo kanclerja in knjižničarja. 1059 beremo njegovo ime med podpisniki Lateranske sinode. Bil je tudi na sinodi v Melfiju, kjer so sklenili sporazum z Normani.
Humbert je bil tudi sestavljalec izbornega odloka iz 1059, ki zahteva, da lahko papeža voli le kardinalski zbor. Po mnogih bogoslovnih razpravah se je lotil tudi Petra Damianija.

### Smrt
Umrl je v Rimu dne 5. maja 1061. 

Pokopali so ga v Lateranski baziliki.

## Ocena

### Humbertova osebnost
1. »V teoriji je Humbert odkril problem investiture (uvajanja v cerkveno službo)« [31]
2. »Humbert je bil prvi veliki zastopnik prenovljenega papeštva in najspretnejši stilist svojega časa« [5][32]
3. Humbert de Silva Candida je eden najslavnejših predstavnikov predgregorijanske prenove, neutrudni branitelj pravovernosti na strani Rima.[33]
4. Med drugim je Humbert, prvi francoski kardinal, napisal bukve proti simonistom Libri tres adversus simoniacos. To delo je poslužilo prenoviteljem Cerkve v boju zoper cesarski cezaropapizem. Kot tako je delo Humberta de Moyenmoutierja močno vplivalo na Hildebranda iz klinijskega gibanja, ki je po vzponu na papeški prestol kot Gregor VII. temeljil svojo gregorijansko reformo na miselnosti tega edinstvenega škrlatnika.[34]

### Vzhodni razkol
1. Papež Leon IX. je 1054 poslal kardinala Humberta kot papeškega odposlanca v Carigrad, da bi razpravljal glede 'prisvojitve' (po rimskem gledanju) škofij v južni Italiji ter glede patriarhove obsodbe latinskih bogoslužnih običajev, kakor tudi o drugih zadevah, ki so ločevale latinsko in grško Cerkev; to je vključevalo tudi bogoslovno razpravo o naravi Svete Trojice, zlasti o izhajanju Svetega Duha (Filioque). Šlo je tudi za papeževo vrhovništvo. Sogovornika (Humbert in Kerularij) sta bila očitno vročekrvna in sta kopičila očitke; zato so pogajanja propadla in se končala z medsebojnim izobčenjem ne vedoč, da je bil papež že tri mesece mrtev. To je začelo razkol, ki se je razpotegnil prek srednjega veka vse do današnjega časa.[35]
2. Leto 1054 je zadnje leto slabotne vlade Konstantina IX. S tako vladarsko hišo je bizantinsko cesarstvo doseglo svoj vrhunec, toda zdaj se je nahajalo na poti propadanja k zatonu po smrti velikega Bazilija II. (†1025). To ni kakršnokoli dejstvo, kakor tudi ni kakršnokoli dejstvo, da je ta močna dinastija več kot poldrugo stoletje gojila čisto prijateljske odnose z Rimom. »Ni povzročil – nasprotno temu, kar pogosto mislijo -, bizantinski 'cezaropapizem' preloma. Temu je bila marveč kriva posebna povezava dejstev, ko se je močnemu in nepripravljenemu na kakršenkoli sporazum - papeštvu zoperstavil prav tako močen, zavedajoč se svojega dostojanstva ob strani slabotnega cesarstva - patriahat.[36] Poravnava računov se začenja v južni Italiji, ki je bila stoletja jabolko spora med rimskim in carigrajskim patriarhatom. Začenši s prvimi leti 11. stoletja »prepletanje papeške politike z interesi Normanov in nemškega cesarja v južni Italiji povzroča v tej deželi nove razmere«  [37]. Ni slučajno, da prav v tem času začenjajo v Carigradu opuščanje v bogoslužju ime vladajočega papeža, a povračilno omenjanje Filioque v rimskem bogoslužju in ne prej.[38] Vseeno se zdi, da so bile v času razkola razmere bolj naklonjene srečanju kot trčenju [39] Zares je bilo na vidiku sredi 11. stoletja skupno protinormansko podjetje kot sad sporazuma med Bizantinci, Nemci in Latinci. Obnoviteljsko papeštvo pa se je hotelo razbremeniti tudi zaščite Normanov. Računov niso sklepali le brez njih, ampak tudi brez Mihaela Kerularija, carigrajskega patriarha, čigar »viharna osebnost, da ne rečemo prevratniška (rivoluzionaria), predstavlja izjemo v zgodovini bizantinskih patriarhov«  [40]. Da bi preprečil sporazum, je oni sprožil postopek razbijanja, ko je zaprl latinske samostane in cerkve v Carigradu, ter zaupal protilatinsko gonjo ohridskemu nadškofu Levu. Pooblaščenec za odgovor Rima je Humbert di Silvacandida, ki ga uredi tako, da očita Grkom več kot devetdeset napak. Tudi on je prevratnik (prekucuh, rivoluzionario), v palatium lateranense, ki ga spreminja v Kurijo prav Leon IX., ki je v obleki vojskovodja, ki mu ni pristajala, oborožil vojsko in osebno vodil pohod zoper Normane v Apuliji, kjer je bil poražen in ujet junija 1053. Toda prav ta oslabitev papeštva krepi razloge za sporazum med bizantinci in latinci. Zategadelj pošlje januarja 1054 papež svoje legate zaradi sporazuma, in jih cesar sprejme s častmi; vendar je odposlanstvo spregledalo, da poteka v Bizancu prevrat, ter se slepi, ko šteje cesarja za glavnega sogovornika in tako zasenči patriarha, pa tudi Humberta. Tako se sproži verižna reakcija. Humbert da prevesti v grščino svoj napadalni odgovor, v katerm sumi herezije mnoge grške navade, ki se razlikujejo od latinskih – čeprav so zakonite. Vse se konča s Humbertovo bulo izobčenja, na katero odgovarja z istim ukrepom Kerularij. Tako je "postalo srečanje, ki bi ga moral kronati sporazum, povod za še večje trenje." [41]
3. Ne bomo povedali nič novega, če odkrijemo, da so se med Vzhodom in Zahodom zaostrila nasprotja, ki sta jih med drugim povzročila dva človeka, ki nista bila preveč zavezana izročilu, ampak sta bila oba prevratnika. Jezuit De Vries (1904-1997), ki je celo svoje dolgo življenje vzdrževal živ dvogovor z Vzhodom, je mogel dejati pred nekaj leti (vendar se zdi, da to velja še danes, tj. 2004), da »če govorimo stvarno, sta danes pravoslavje in katolištvo eno od drugega bolj oddaljena, kot pa sta bila na polovici 11. stoletja.[42][43]